# Chamoerrhipes bifoveolatus
Chamoerrhipes bifoveolatus is een keversoort uit de familie Rhipiceridae. De wetenschappelijke naam van de soort is voor het eerst geldig gepubliceerd in 1883 door Taschenberg.